# Nelly Láinez
Nelly Láinez (* 1920 in Buenos Aires, Argentinien; † 31. Mai 2008 ebenda; bürgerlich Nélida Rotstein) war eine argentinische Fernseh- und Filmschauspielerin.

## Leben
Ihr bürgerlicher Name war Nélida Rotstein. Sie begann ihre Karriere im Radio.

## Karriere
Ihre Schauspielkarriere begann sie 1949, als sie im Film Fascinación auftrat. Ab den 1960er Jahren begann sie sich auf ihre Fernsehkarriere zu konzentrieren. Sie wirkte in 30 Filmen mit. Sie schloss sich der Komikergruppe Los Cinco Grandes del buen Humor an und spielte in bekannten Filmen wie Cinco Grandes y und Chica (1950) und Cinco Locos en la Pista (1950). Ihr letzter Kinofilm war 1981 Gran valor en la facultad de medicina von Juan Carlos Calabró zusammen. 1970 erhielt sie den Filmpreis Martin Fierro für die humoristische Sendung La Tuerca. 1993 wurde sie für ihre Leistungen als Komikerin mit dem Martin Fierro Filmpreis ausgezeichnet. 1990 kehrte sie für einige Jahre ins Fernsehen zurück und hatte unter anderem Auftritte in der Fernsehserie El mundo de Antonio Gasalla.

## Letzte Jahre und Tod
In ihren letzten Jahren lebte sie in einem Altersheim. Sie verstarb am 31. Mai 2008 an den Folgen einer Harnweginfektion.

## Filmografie
- 1950: Cinco grandes y una chica
- 1950: Cinco locos en la pista
- 1951: La vida color de rosa
- 1951: Pocholo, Pichuca y yo
- 1951: Especialista en señoras
- 1951: Cuidado con las mujeres
- 1952: Vigilantes y ladrones
- 1953: The Best of the School
- 1953: Suegra último modelo
- 1955: Canario rojo
- 1955: La mujer desnuda
- 1956: Amor a primera vista
- 1962: Barcos de papel
- 1962: Cristóbal Colón en la facultad de medicina
- 1963: Teleteatro Palmolive-Colgate del aire (Fernsehserie, 1 Folge)
- 1964: Tu triste mentira de amor (Fernsehserie, 28 Folgen)
- 1964: Canuto Cañete y los 40 ladrones
- 1965: La tuerca (Fernsehserie)
- 1965: Santiago querido!
- 1966: Carola y Carolina (Fernsehserie, 3 Folgen)
- 1967: Cuando los hombres hablan de mujeres
- 1968: Villa Cariño está que arde
- 1969: El bulín
- 1970: Historias de mamá y papá (Fernsehserie, 9 Folgen)
- 1964–1971: Teleteatro Palmolive del aire (Fernsehserie, 2 Folgen)
- 1971: Teleteatro Palmolive del aire (Fernsehserie, 1 Folge)
- 1972: Los Valenti la pegaron (Fernsehserie, 3 Folgen)
- 1974: Los vampiros los prefieren gorditos
- 1975: Los chiflados dan el golpe
- 1976: Tú me enloqueces
- 1977: La obertura
- 1980: Aquí llegan los Manfredi (Miniserie, 29 Folgen)
- 1980: Gran valor
- 1981: La tuerca (Fernsehserie, 3 Folgen)
- 1981: La Torre en jaque (Fernsehserie, 9 Folgen)
- 1981: ¿Los piolas no se casan?
- 1981: Gran valor en la facultad de medicina
- 1982: Sábado de todos (Fernsehserie, 3 Folgen)
- 1982: Juntos (Fernsehserie, 3 Folgen)
- 1991: Juana y sus hermanas (Fernsehserie, 19 Folgen)
- 1991: Hagamos el Humor (Fernsehserie, 19 Folgen)
- 1992: Gasalla en la Torre de Babel (Fernsehserie)
- 1992: El palacio de la risa (Fernsehserie, 8 Folgen)